# NGC 4933
NGC 4933 је лентикуларна галаксија у сазвежђу Девица која се налази на NGC листи објеката дубоког неба.
Деклинација објекта је - 11° 29' 51" а ректасцензија 13h 3m 56,7s. Привидна величина (магнитуда) објекта NGC 4933 износи 12,1 а фотографска магнитуда 13,0. NGC 4933 је још познат и под ознакама NGC 4933A, IC 4176, MCG -2-33-102, ARP 176, PGC 45146.